# Timothy V. Johnson
Timothy Vincent Johnson (Champaign, 23 luglio 1946 – Urbana, 9 maggio 2022) è stato un politico statunitense, membro della Camera dei Rappresentanti per lo stato dell'Illinois dal 2001 al 2013.

## Biografia
Nato e cresciuto nell'Illinois, Johnson si laureò in legge e successivamente entrò in politica con il Partito Repubblicano. Nel 1971 fu eletto all'interno del consiglio comunale di Urbana.
Nel 1976 fu eletto all'interno della Camera dei rappresentanti dell'Illinois, dove rimase per i successivi ventiquattro anni.
Nel 2000 si candidò alla Camera dei Rappresentanti nazionale e venne eletto deputato, venendo poi riconfermato per altri cinque mandati negli anni successivi. Nel 2012, dopo aver inizialmente concorso per la rielezione, annunciò il proprio ritiro dalla competizione e si ritirò dal Congresso al termine del mandato.